# Югославия на «Евровидении-1986»
Югославия принимала участие в тридцать первом выпуске телевизионного конкурса Евровидение-1986, который состоялся 3 мая в Бергене, Норвегия. Страна вернулась после вынужденного годового перерыва, связанного с пятилетием годовщины смерти маршала и президента Югославии Иосипа Броз Тито. На Евровидение-1986 Югославию представляла хорватская певица Дорис Драгович с песней Željo moja ("Моё желание"), написанной известным хорватским композитором Зринко Тутичем. По итогам голосования она заняла 11-е место из 20, набрав 49 очков. Тем не менее, Željo moja стала предшественницей югославской заявки на Евровидение-1987 Ja sam za ples в исполнении группы Novi Fosili. Конкурс был показан JRT с комментариями Ксении Урличич и Младена Поповича на сербохорватском языке и с комментариями Миши Молк на словенском языке. Глашатаем от Югославии был Энвер Петрович.

## До «Евровидения»

### Југовизија 1986
Югославский традиционный национальный финал Југовизија был организован Югославским телевидением для выбора артиста и песни, представляемых страну на Евровидение. Он состоялся 7 марта 1986 года во Дворце Молодёжи и Спорта в Приштине. Ведущим был Энвер Петрович, косовский актёр албанского происхождения. Шестнадцать песен (по две от каждого субъекта федерации Югославии) было представлено, а победитель определялся голосами региональных членов жюри из восьми городов (Любляна, Загреб, Сараево, Белград, Титоград, Скопье, Нови-Сад и Приштина). Это был последний раз, когда данная процедура отбора песен и голосования действовала на Југовизија. Среди конкурсантов были певцы Сеид Мамич Вайта, представлявший Югославию на Евровидение-1981 и Даниель Попович, представлявший Югославию на Евровидение-1983.
| Порядковый номер | Исполнитель                                        | Название песни        | Телестудия  | Очки | Место |
| ---------------- | -------------------------------------------------- | --------------------- | ----------- | ---- | ----- |
| 1                | Novi Fosili                                        | Boby br. 1            | TV Загреб   | 52   | 2     |
| 2                | Ферки Шала, Ивана Виталич и Шермин Заим            | Све у своје време     | TV Приштина | 11   | 14    |
| 3                | Божидар Вольфанд                                   | C'est la vie          | TV Любляна  | 14   | 13    |
| 4                | Виолета Реджепагич и Милица Милиславльевич Дугалич | Nora                  | TV Приштина | 26   | 7     |
| 5                | Hari Mata Hari                                     | U tvojoj kosi         | TV Сараево  | 42   | 5     |
| 6                | Сеид Мамич Вайта                                   | Сандра                | TV Скопье   | 18   | 12    |
| 7                | Дадо Топич                                         | Љубав                 | TV Белград  | 47   | 4     |
| 8                | Лепа Брена                                         | Мики Мићо             | TV Нови-Сад | 20   | 10    |
| 9                | Gu-Gu                                              | Gugu gre v Hollywood  | TV Любляна  | 39   | 6     |
| 10               | Vermoment                                          | Бел гулабе            | TV Скопье   | 10   | 15    |
| 11               | Неда Украден                                       | Šaj, rode, šaj        | TV Сараево  | 24   | 8     |
| 12               | Даниель Попович                                    | Peggy Sue             | TV Титоград | 19   | 11    |
| 13               | Дорис Драгович                                     | Željo moja            | TV Загреб   | 57   | 1     |
| 14               | Денис и Денис                                      | Браћа Грим и Андерсен | TV Нови-Сад | 51   | 3     |
| 15               | Снежана Наумовска                                  | Остани ту             | TV Титоград | 24   | 8     |
| 16               | Мира Беширевич                                     | Не иди                | TV Белград  | 10   | 15    |

## На «Евровидении»
Дорис Драгович выступала под номером 2, между Люксембургом и Францией. Во время исполнения своей песни певица была одета в жемчужно-белое платье и была поддержана пианистом, который также исполнял бэк-вокал. В конце голосования она заняла 11-е место из 20, набрав 49 очков, включая 12 очков от Кипра. Дорис Драгович вернётся на Евровидение в 1999 году уже как представитель независимой Хорватии. 12 очков югославское жюри присудило Турции. Никица Калоджера был дирижёром во время исполнения югославской заявки.

### Голосование
| Очки      | Страна                        |
| --------- | ----------------------------- |
| 12 баллов | - Кипр                        |
| 10 баллов |                               |
| 8 баллов  |                               |
| 7 баллов  | - Великобритания - Нидерланды |
| 6 баллов  |                               |
| 5 баллов  | - Исландия                    |
| 4 балла   | - Бельгия                     |
| 3 балла   | - Ирландия - Испания - Турция |
| 2 балла   | - Люксембург                  |
| 1 балл    | - Австрия - Израиль - Швеция  |

| Очки      | Страна     |
| --------- | ---------- |
| 12 баллов | Турция     |
| 10 баллов | Бельгия    |
| 8 баллов  | Ирландия   |
| 7 баллов  | Швеция     |
| 6 баллов  | Швейцария  |
| 5 баллов  | Люксембург |
| 4 балла   | Испания    |
| 3 балла   | Кипр       |
| 2 балла   | Нидерланды |
| 1 балл    | Германия   |